# Tashkent Challenger 1995
Il Tashkent Challenger 1995 è stato un torneo di tennis facente parte della categoria ATP Challenger Series nell'ambito dell'ATP Challenger Series 1995. Il torneo si è giocato a Tashkent in Uzbekistan dal 28 agosto al 3 settembre 1995 su campi in terra rossa.

## Vincitori

### Singolare
Karim Alami ha battuto in finale  Jordi Arrese con il punteggio di 6–4, 6–0

### Doppio
Brian Dunn /  Attila Sávolt hanno battuto in finale  Noam Behr /  Eyal Ran con il punteggio di 6–3, 6–2